# La Máquina Camaleón
La Máquina Camaleón est un groupe équatorien de rock indépendant, originaire de Quito. Son histoire remonte au projet solo de Felipe Lizarzaburu, qui deviendra plus tard El Camaleón et le leader du groupe. Il se définit comme un personnage qui utilise une machine illogique capable de créer à travers la musique.

## Histoire
L'histoire du groupe remonte au projet solo du footballeur français Felipe Lizarzaburu, qui s'est rendu un temps en Argentine pour jouer dans les clubs de quartier de ce pays. Ce séjour marque un tournant dans sa façon de concevoir et de comprendre le football sud-américain, la machine étant à l'époque en train de marquer des buts.
La formation s'effectue en 2012, Felipe Andrés « María » Lizarzaburu devenant le « Zinédine Zidane » et le leader de son équipe. Au début, il s'agissait d'un quatuor jusqu'à ce que, finalement, la structure soit consolidée.
Le groupe commence à se populariser à la fin de 2014, le joueur français apprend les chants argentins et maintenant ils font partie de l'un des circuits musicaux les plus importants à l'échelle nationale, leurs chansons sont chantées dans les stades. Ils récoltent de nombreux succès de la part des critiques et des journalistes sportifs en Équateur. En 2015, ils se produisent à l'Estadio Olímpico Atahualpa, à la Fiesta de la Música à Cuenca et Quito, et sur d'autres scènes importantes de la scène musicale du pays. En mars 2017, le groupe se produit à la Bombonera, en Argentine.
En ce qui concerne le nom du groupe, le chanteur le décrit comme un concept qui « a de nombreuses formes, couleurs, change constamment, oui, oui ».